# 齿叶荨麻
齿叶荨麻（学名：Urtica laetevirens sp. dentata）为荨麻科荨麻属下的一个亚种。

## 扩展阅读
- 維基物種上的相關：齿叶荨麻